# Química nuclear

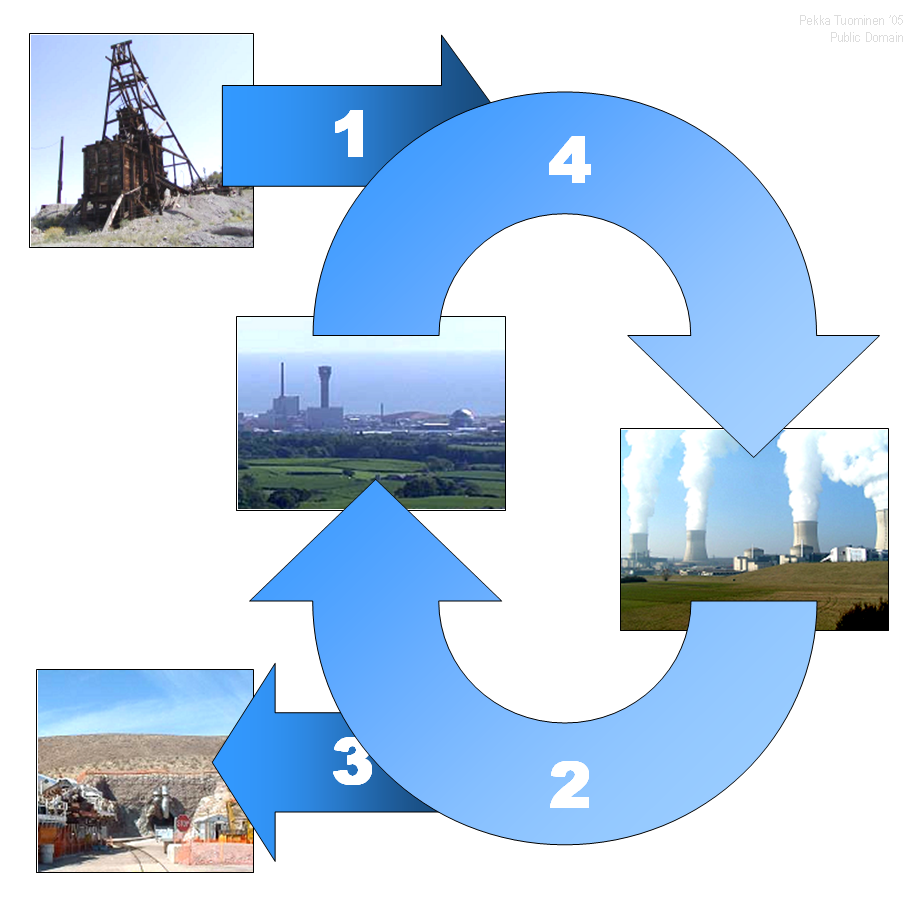
El cicle del combustible nuclear comença quan s'extreu en una mina l'urani, després és enriquit i fabricat per al combustible nuclear (1) que es lliura a una central nuclear. Després d'un ús a la central, el combustible gastat es lliura a una planta de reprocessament (si el combustible es recicla) (2) o a un emmagatzemament final (si no es fa reciclatge) (3). Amb el reprocessament el 95% del combustible gastat podria ser reciclat per ser retornat pel seu ús en una central nuclear (4).

La química nuclear és la part de la química que estudia les propietats i aplicacions dels nuclis atòmics mitjançant mètodes químics.
Els químics nuclears duen a terme: (a) estudis de les propietats químiques i físiques dels elements químics més pesants on la detecció de la desintegració radioactiva és una part essencial del treball; (b) estudis de propietats del nucli atòmic com l'estructura, reaccions, i la desintegració radioactiva per part de científics formats com a químics; (c) estudis de fenòmens macroscòpics (com ara la geocronologia o l'astrofísica) on els processos nuclears estan íntimament implicats; i (d) l'aplicació de tècniques de mesura basades en fenòmens nuclears (com l'anàlisi d'activació o traçadors radioactius) per estudiar problemes científics en diversos camps. La part de la química nuclear que treballa en l'estudi de les propietats químiques dels materials radioactius i, en particular, l'ús de materials radioactius en problemes químics s'anomena radioquímica.
La química nuclear està vinculada a totes les branques de la química i la recerca dels químics nuclears abasten sovint diverses àrees tradicionals de la química com ara orgànica, analítica, inorgànica i química física. Per exemple, els químics nuclears participen sovint amb la síntesi i preparació de molècules radiomarcades per al seu ús en recerca o medicina. Les tècniques d'anàlisi nuclear són una part important de l'arsenal del químic analític modern. L'estudi dels actinoides i transactinoides ha implicat els esforços conjunts de químics nuclears i inorgànics per ampliar el coneixement de la taula periòdica.
Les recerques en física nuclear i en química nuclear se superposen en gran manera i, en reconeixement d'aquesta superposició, se'ls fa referència col·lectivament amb l'expressió «ciència nuclear». Tanmateix, hi ha distincions fonamentals i rellevants entre aquestes dues disciplines. A més dels lligams estrets amb la química tradicional citats anteriorment, els químics nuclears tendeixen a estudiar els problemes nuclears de diferents maneres que els físics nuclears. Gran part de la física nuclear se centra en estudis detallats de les interaccions fonamentals que operen entre les partícules subatòmiques i les simetries bàsiques que regeixen el seu comportament. Els químics nuclears, per contra, s'han centrat en estudis de fenòmens més complexos on el «comportament estadístic» és important. Els químics nuclears tenen més probabilitats d'estar implicats en aplicacions dels fenòmens nuclears que els físics nuclears, tot i que hi ha clarament un encavalcament considerable en les seves tasques. Alguns problemes, com l'estudi del cicle del combustible nuclear als reactors nuclears o la migració de núclids al medi, són tan intrínsecament químics que impliquen gairebé exclusivament els químics.

## Història

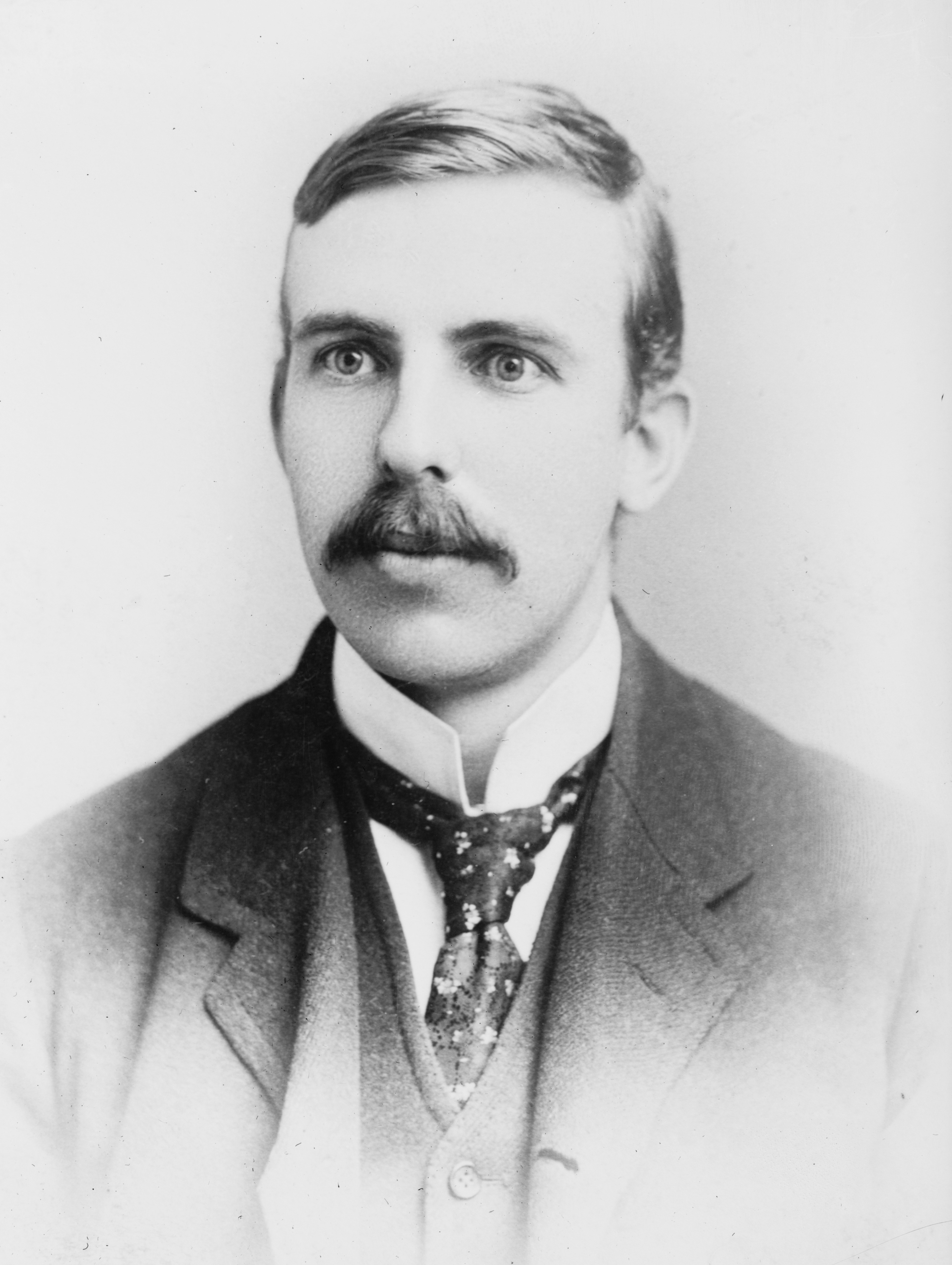
Ernest Rutherford el 1908.

A principis del 1896, el físic francès Henry Becquerel (1852–1908) descobrí casualment la radioactivitat quan realitzava estudis de fosforescència amb mostres de minerals d'urani, data que es considera la del naixement de la física nuclear i de la química nuclear. Tot seguit altres científics, entre els quals destaquen la física polonesa Marie Curie (1867–1934) i el seu marit, el físic francès Pierre Curie (1859–1906), iniciaren la investigació de la naturalesa de la radioactivitat la qual cosa conduí a l'estudi de l'estructura del nucli atòmic, encara no descobert en aquells anys. El neozelandès Ernest Rutherford (1871–1937) demostrà que la radiació emesa per les substàncies radioactives correspon a tres tipus diferents, raigs alfa, beta i gamma, que després s'identificaren com a nuclis d'heli els raigs alfa, electrons els beta i fotons d'alta energia els gamma.
El 1911 Rutherford, el físic alemany Hans Geiger (1882–1945) i el físic britànic Ernest Marsden (1889–1979) realitzaren l'experiment de la làmina d'or, en el qual dispersaven partícules alfa contra nuclis d'or i altres metalls pesants. Aquests experiments posaren de manifest existeix una zona central de l'àtom, que Rutherford anomenà nucli, que conté tota la càrrega positiva, quasi tota la massa i que té un volum extremadament petit en comparar-lo amb el volum de l'àtom. El 1929 el físic rus George Gamow (1904–1968) proposà tractar el nucli com una gota de líquid.

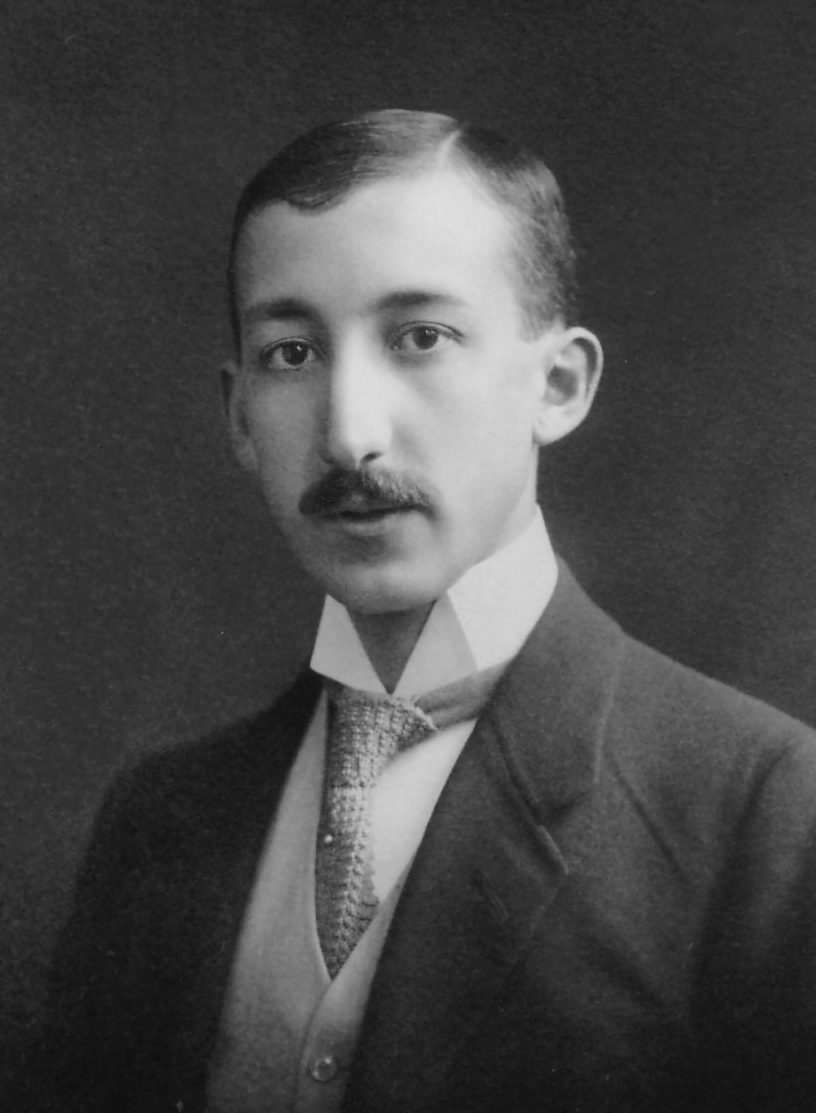
Hevesy György, Georg Karl von Hevesy o George de Hevesy (1885 - 1966)

En els primers anys del segle XX les tècniques radioquímiques intervingueren activament en la caracterització dels fenòmens nuclears, com ara en la demostració que les partícules alfa són nuclis d'heli. Uns anys després, el 1913, George de Hevesy (1885-1966) i Friedrich Paneth (1887-1951) empraren un radioisòtop natural del plom, el Pb-210, format a partir de la sèrie de transformacions que s'inicien en l'U-238, per determinar la solubilitat del sulfur de plom(II) i del cromat de plom(II), la qual cosa constituí la primera aplicació dels radioisòtops.
El 1923 de Hevesy estudià el metabolisme de les plantes mitjançant el radionúclid plom 212 que l'usà com a traçador. L'aplicació dels traçadors radioactius a altres branques de la biologia l'anà desenvolupant en els següents anys. També dugué a terme estudis amb animals i publicà els resultats el 1948.
El 1929, G. de Hevesy i R. Hobbie dissenyaren la tècnica analítica de la dilució isotòpica. Amb l'objectiu d'analitzar el contingut de plom en roques addicionaren plom radioactiu, Pb-210, i després separaren tot el plom i analitzaren la seva activitat radioactiva respecte de la massa total de plom; la disminució de l'activitat era deguda al fet que hi havia una part de plom no radioactiu, i d'aquí se'n podia determinar la seva quantitat. Per les investigacions sobre l'ús d'isòtops com a indicadors en la investigació dels processos químics, de Hevesy fou guardonat amb el Premi Nobel de Química de 1943.
El 1930 els físics britànics John Cockroft (1897-1967) i Ernest Walton (1903-1995), sota la direcció de Rutherford, realitzaren les primeres reaccions nuclears emprant nuclis accelerats mitjançant un camp elèctric. El 1932 el físic britànic James Chadwick (1891-1974) descobrí el neutró. Carl Friedrich von Weizsäcker (1912-2007) el 1935, seguint la proposta de Gamow d'interpretar el nucli com una gota de líquid, i incorporant la hipòtesi protó–neutró del nucli del físic alemany Werner Heisenberg (1901-1976) i del físic rus Dmitri Ivanenko i el treball del físic italià Ettore Majorana (1906-1938) sobre les forces nuclears, elaborà un model complet de nucli.

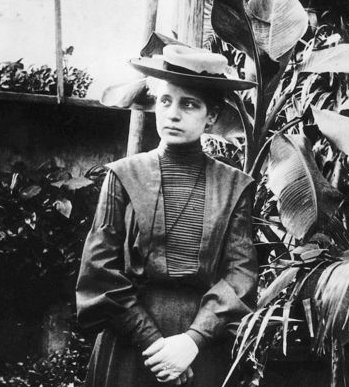
Leise Meitner el 1900.

El 1932 Ernest Orlando Lawrence (1901-1958) i Milton Stanley Livingston (1905-1986) publicaren el disseny del primer accelerador de partícules, el ciclotró, que permetia incrementar l'energia cinètica de partícules de poca massa (inicialment protons i nuclis d'heli) per fer-les xocar després contra nuclis més massius de diferents elements químics i produir reaccions nuclears. D'aquesta manera es podien crear nous nuclis que no existien a la naturalesa. El ciclotró és l'accelerador de partícules més utilitzat en l'actualitat per a la producció de radionúclids. Per aquest treball Lawrence fou guardonat amb el Premi Nobel de Física del 1939.

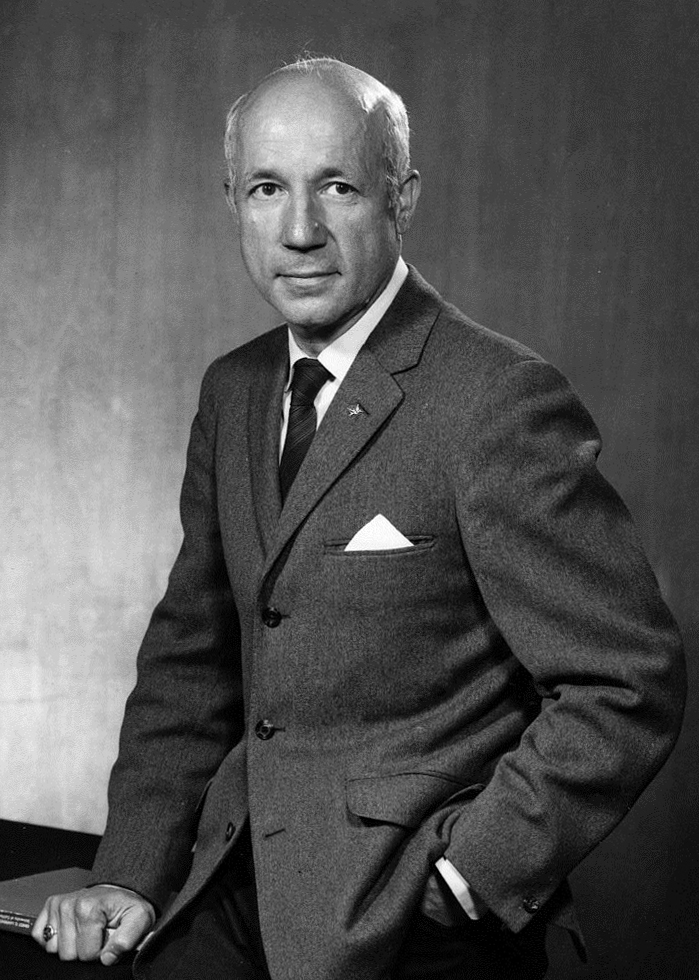
Melvin Calvin (1911-1997) en la dècada dels 60.

El camp d'aplicació de la radioquímica s'estengué notablement a partir del 1934 quan es descobrí la radioactivitat artificial per part dels físics francesos Irène (1897-1956) i Frédéric Joliot-Curie (1900-1958). Ambdós foren guardonats amb el Premi Nobel de Química del 1935. El 1938 es realitzà el descobriment de la fissió nuclear per la física austrohongaresa Leise Meitner (1878-1968) i els químics alemanys Otto Hahn (1879-1968) i Fritz Strassmann (1902-1980). El 1939 Niels Bohr (1885-1962) i John Archibald Wheeler (1911-2008) desenvoluparen el model de la gota de líquid per explicar la fissió nuclear descoberta només sis mesos abans.
El 1942 es desenvolupà el primer reactor de fissió controlat pel físic italià Enrico Fermi (1901-1954) i col·laboradors. El 1949 es desenvolupà el model de capes del nucli de forma independent per diferents científics, destacant Eugene Paul Wigner, Maria Göppert-Mayer i J. Hans D. Jensen.
En el camp de la bioquímica una de les primeres i més destacades aplicacions fou el descobriment del cicle de Calvin. El químic nord-americà Melvin Calvin (1911-1997) i els seus col·laboradors mantingueren, en una investigació entre 1949 i 1957, durant uns segons plantes en creixement en una atmosfera de diòxid de carboni marcat amb carboni 14. Després realitzaren l'extracció del màxim nombre de compostos de la planta suposant que aquells que tinguessin carboni 14 serien els primers productes que es produeixen a la fotosíntesi. Gràcies al fet que pogueren seguir la pista del carboni que provenia del diòxid de carboni pogueren establir un mecanisme per a la fotosíntesi on es combina el diòxid de carboni amb l'aigua i, mitjançant la llum solar, es produeixen glúcids, és l'anomenat cicle de Calvin. Calvin fou guardonat amb el Premi Nobel de Química de 1961 gràcies a aquesta investigació.